# Духовное производство
Духовное производство (нем. die geistige Produktion) — в марксизме: коллективная деятельность по созданию идей, ценностей и принципов или «производство сознания в особой общественной форме». Духовное производство лежит в основе таких «видов освоения действительности» как наука, искусство и религия. При этом мораль, право и политика к духовному производству не относятся, поскольку складываются стихийно. Оно рассматривается как дополнение к материальному производству.

## История термина
В отечественной философии вплоть до 1997 года рассматривалось как «недавнее понятие», хотя впервые в советских словарях прослеживается с 1981, а само словосочетание встречается в IV книге Капитала Маркса:

из определенной формы материального производства вытекает, во-первых, определенная структура общества, во-вторых, определенное отношение людей к природе. Их государственный строй и их духовный уклад определяются как тем, так и другим. Следовательно, этим же определяется и характер их духовного производства
Также понятие духовное производство (die geistige Produktion) встречается в Манифесте коммунистической партии (1848) и 1 томе Немецкой идеологии. К духовному производству относится выработка законов, норм морали и религии, а также построение философских систем.
Определенную популяризацию этого термина в СССР произвел Василий Петрович Тугаринов:
Идеологические отношения суть отношения духовного «производства». Производство вещей и «производство» идей — таково различие двух разбираемых сфер общественной жизни.
В современной России термин духовное производство получило широкое распространение и закреплено в законодательных актах как синоним интеллектуального труда

## Духовное производство и духовная культура
В современной русской философии духовное производство признается элементом духовной культуры наряду с духовным потреблением.